# Prosopocoilus occipitalis
Prosopocoilus occipitalis es una especie de coleóptero de la familia Lucanidae. Presenta las siguientes subespecies:
- Prosopocoilus occipitalis anoa
- Prosopocoilus occipitalis anoella
- Prosopocoilus occipitalis anoides
- Prosopocoilus occipitalis asteriscus
- Prosopocoilus occipitalis occipitalis
- Prosopocoilus occipitalis preangerensis
- Prosopocoilus occipitalis roepstorffi

## Distribución geográfica
Habita en Mindoro, Mindanao, Palawan y Luzon (Filipinas).